# Cheung Chau
Cheung Chau (literalment «illa llarga») és una illa situada a 10 km al sud-oest de l'illa de Hong Kong. És sobrenomenada l'«illa de les manuelles» (啞鈴島) per la seva forma amb turons als extrems nord i sud i els assentaments concentrats al mig. Ha estat habitada durant més temps que la majoria dels altres indrets de Hong Kong. Cheung Chau compta amb nombrosos temples.

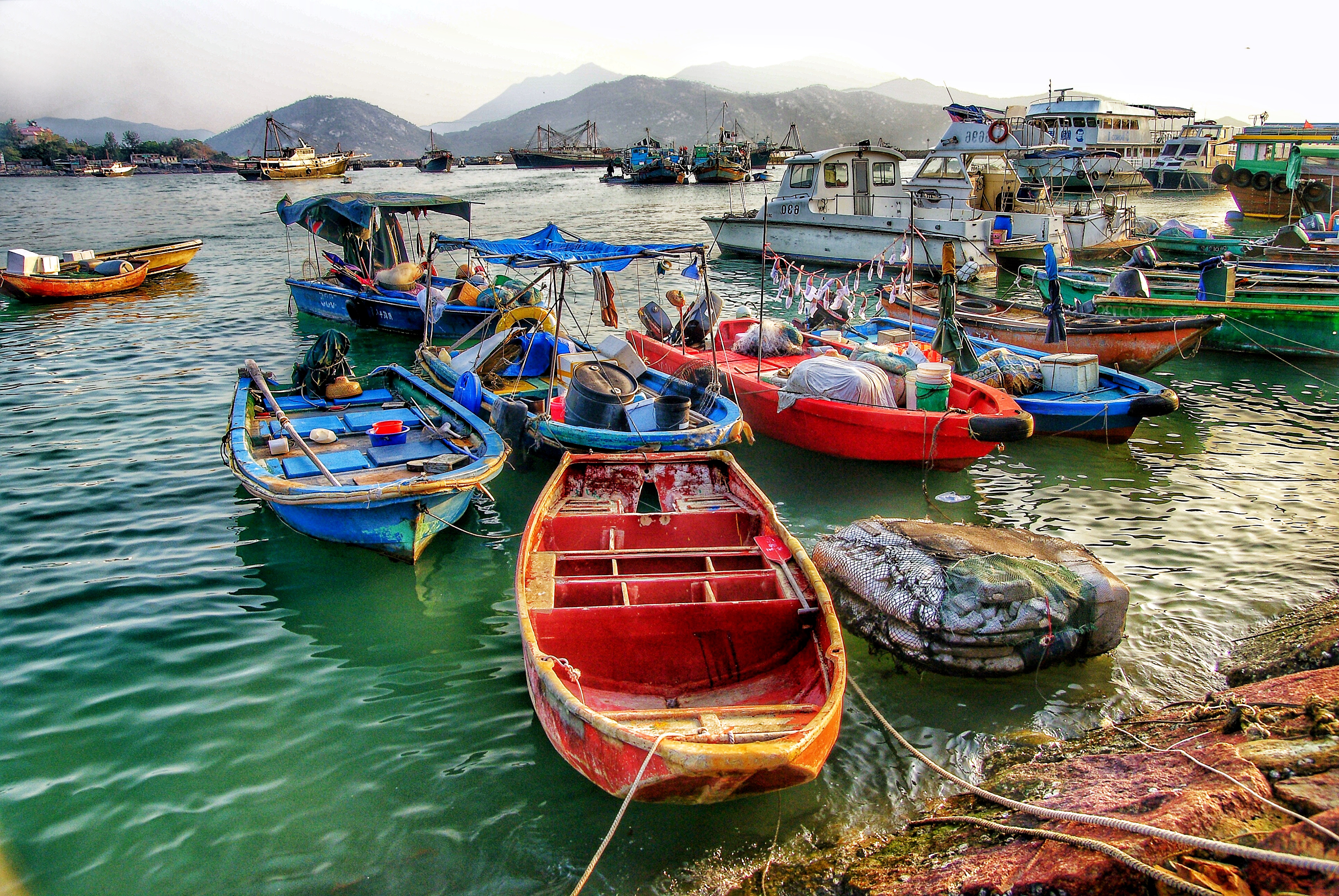
Barques de pesca amarrades a Cheung Chau

Geogràficament l'illa està formada per dues masses majoritàriament granítiques unides per un tómbol. Tradicionalment l'illa era un poble de pescadors. El 1911 el cens de la població de Cheung Chau, tant dels que vivien a terra com en juncs, era de 7.686 habitants. El nombre d'homes era de 4.519. Tanmateix, en els darrers anys l'illa s'ha convertit en un reclam turístic amb una oferta de platges de sorra, restaurants de marisc i cultura tradicional.
L'Hospital Fong Bin es va fundar el 1872 per oferir refugi a persones sense llar, atenció mèdica i dipòsit de cadàvers per a aquells que morien a causa dels tifons. Va tancar el 1988. L'Hospital St. John, també conegut com a Hospital Haw Par, va ser fundat l'any 1934 pel Hong Kong St. John Ambulance i ha estat l'hospital principal de l'illa des de 1988.

## Cultura
El Bun Festival és una festivitat que inclou una desfilada de carrosses, la més famosa inclou nens vestits de personatges famosos fent jocs d'equilibri impossibles. Té una durada de tres a quatre dies i atrau desenes de milers de visitants a l'illa.
A causa de la inaccessibilitat de l'illa, la majoria dels residents utilitzen les bicicletes per al transport personal. Algunes botigues de lloguer de bicicletes a prop del moll del ferri lloguen bicicletes als turistes. Els únics vehicles amb motor de l'illa són els utilitzats pels serveis d'emergència, així com els village vehicles utilitzats per al transport de mercaderies.
| Calendari xinès    | Festivitat                                |
| ------------------ | ----------------------------------------- |
| 1r dia del 1r mes  | Cap d'any lunar                           |
| 15è dia del 1r mes | Festival dels Fanalets                    |
| 3r dia del 3r mes  | Aniversari de Yuen Mo                     |
| 18è dia del 3r mes | Aniversari de Tin Hau                     |
| 8è dia del 4t mes  | Bun Festival                              |
| 5è dia del 5è mes  | Tuen Ng Festival (Festa del Vaixell Drac) |
| 24è dia del 6è mes | Aniversari de Guan Yu                     |
| 15è dia del 8è mes | Festival de la Mitja Tardor               |